# Babushka Boi
«Babushka Boi» (с англ. — «Парень в платке») — песня американского рэпера ASAP Rocky, выпущенная в качестве сингла на лейбле ASAP Rocky и RCA Records 28 августа 2019 года. Музыкальный видеоклип был выпущен в тот же день.

## История
ASAP Rocky начал носить косынку, чтобы прикрыть шрам на лице, полученный им после падения со скутера в сентябре 2018 года. Это сподвигло Фрэнка Оушена опубликовать у себя в Instagram свою фотографию в косынке, а ASAP Rocky прокомментировал это как «Babushka Boi», а затем добавил фразу в Instagram.

## Музыкальный клип
Музыкальное видео с участием Nadia Lee Cohen в качестве режиссёра было опубликовано 28 августа. Оно было вдохновлено Диком Трейси. В клипе ASAP Rocky, ASAP Ferg и Скулбой Кью, среди нескольких гангстеров с протезами, убегают от полиции, которые изображаются как антропоморфные свиньи. Как отмечается, клип был снят до ареста и задержания ASAP Rocky в Швеции.

## Чарты
| Чарт (2019)                           | Высшая позиция |
| ------------------------------------- | -------------- |
| Австралия (ARIA)                      | 60             |
| Великобритания (OCC UK Singles)       | 89             |
| Канада (Billboard Canadian Hot 100)   | 48             |
| Латвия (LAIPA)                        | 12             |
| Литва (AGATA)                         | 21             |
| Новая Зеландия (Recorded Music NZ)    | 39             |
| США (Billboard Hot 100)               | 69             |
| США (Billboard Hot R&B/Hip-Hop Songs) | 27             |
| США Rolling Stone Top 100             | 32             |
| Швейцария (Schweizer Hitparade)       | 66             |
| Швеция (Sverigetopplistan)            | 5              |